# Santuario de las Luciérnagas
El Santuario de las Luciérnagas es una reserva natural ubicada en el municipio de Nanacamilpa de Mariano Arista en el estado mexicano de Tlaxcala. El avistamiento de las luciérnagas sucede en verano entre los meses de junio, julio y las primeras semanas de agosto. El evento tiene una duración aproximada de 40 minutos en el anochecer. El santuario consta de 200 hectáreas de bosque, y es el único de su tipo en México y América, así como uno de los dos existentes en el mundo junto con el de la Isla Norte en Nueva Zelanda.

## Historia
El Santuario de las Luciérnagas fue abierto al público oficialmente en 2011, en el siguiente año la Secretaría de Turismo y Desarrollo Económico (SETYDE) arrancó con la divulgación de la reserva de las luciérnagas colocando espectaculares en la Ciudad de México. Para la difusión del santuario fue promocionado en ferias nacionales con el apoyo de la Secretaría de Medio Ambiente y Recursos Naturales (SEMARNAT), de la Secretaría de Fomento Agropecuario (SEFOA), de la Seguridad del Estado, entre otras dependencias. En 2014 se construyó una unidad de servicios básicos así como la fortificación de las áreas naturales protegidas y certificadas por SEMARNAT.